# 嵐山駅 (阪急)
嵐山駅（あらしやまえき）は、京都府京都市西京区嵐山東一川町にある、阪急電鉄嵐山線の駅。同線の終着駅である。駅番号はHK-98。
京都を代表する観光地の一つ「嵐山」への、大阪・神戸方面からの玄関口である。京福電気鉄道嵐山本線にも同名の嵐山駅があるが離れているため、乗り換えには適さない。同駅との区別をつける為に当駅は「阪急嵐山駅」と呼ばれることもある。

## 歴史
新京阪鉄道が嵐山への観光客を見込み、6面5線という巨大なターミナル駅として建設された。しかし、規模に反して乗客がさほどいなかったことから、戦後に3面2線へ縮小した。廃止されたホーム3面のうち北東側の2面は現存しており、ホーム上や線路跡には植樹がされている（写真を参照）。

### 年表
- 1928年（昭和3年）11月9日：新京阪鉄道嵐山線開通と同時に開業[3]。
- 1930年（昭和5年）9月15日：会社合併により、京阪電気鉄道の駅となる[3]。
- 1943年（昭和18年）10月1日：京阪電気鉄道と阪神急行電鉄との合併により、京阪神急行電鉄（のちの阪急電鉄）の駅となる[3]。
- 1944年（昭和19年）1月9日：資材供出のため全線が単線化。
- 2010年（平成22年）10月30日：駅舎をリニューアル。同時に駅前広場が使用を開始。駅前バスターミナルを設置し、京都バス定期便の乗り入れ開始[4]。
- 2013年（平成25年）12月21日：駅番号導入[3]。

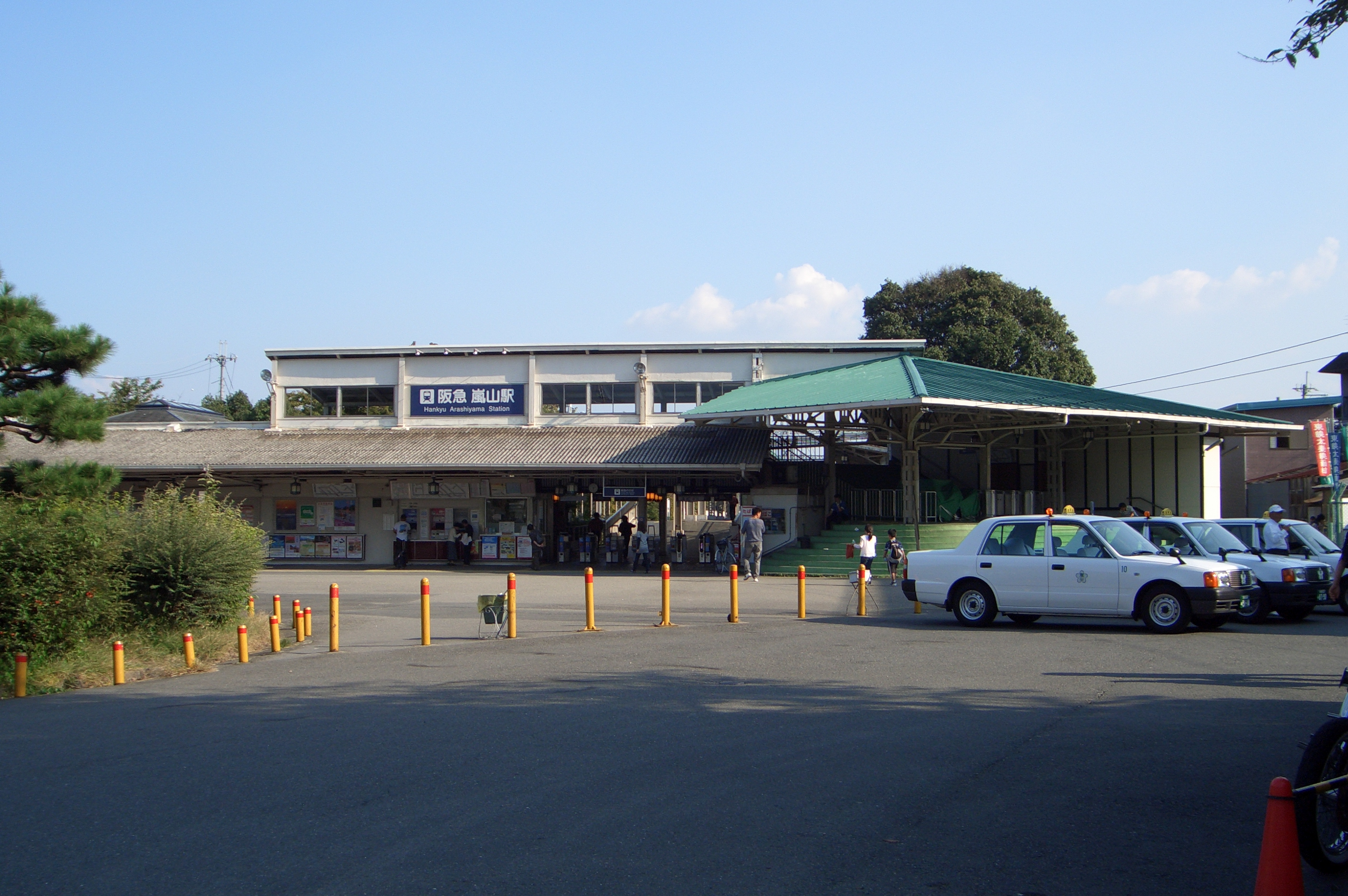
改装前の駅舎。右手の緑色の階段を上がった所が2階臨時改札口
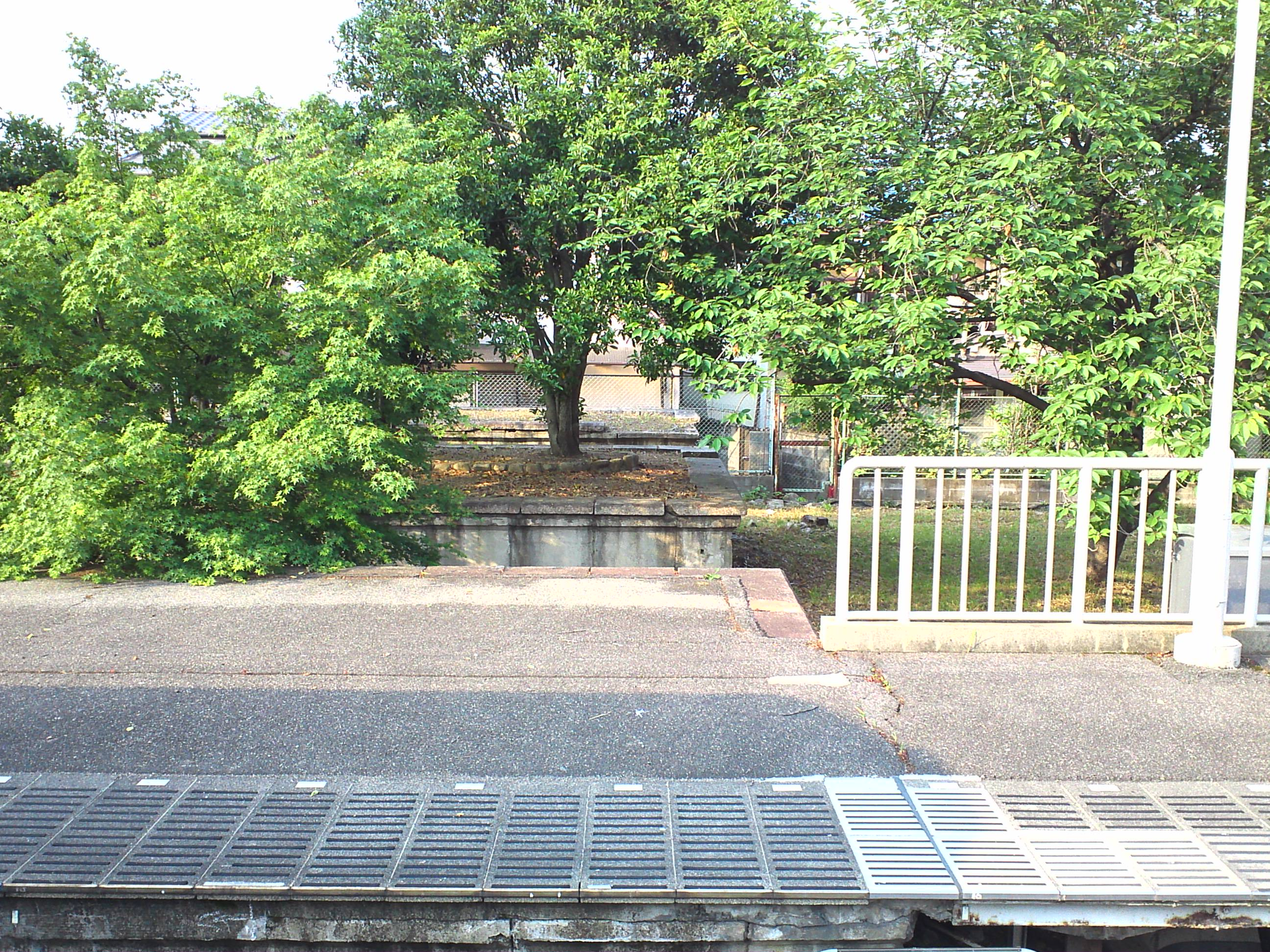
廃止されたホーム（画像奥の2面）

## 駅構造
櫛形3面2線のホームを有する地上駅。2線共に両側をホームに挟まれているが、通年使われているホームは中央の1面のみで、発着する列車のドアは片側のみが開く。
外側ホーム2面の頭端部は、スロープで駅舎2階の臨時改札口につながっており、常用される1階改札口にはつながっていない。
駅舎は長年開業以来のものが使われていたが、2010年（平成22年）4月に京町家をイメージした外観に改装された（構造はそのまま）。さらに同年10月30日には駅前広場も再舗装され、桜の木なども植えられた石畳風になった。
トイレは改札内横にある

### のりば
| 号線 | 路線           | 行先                                         |
| ---- | -------------- | -------------------------------------------- |
|      | 臨時降車ホーム | 桂・京都河原町・大阪梅田・神戸三宮・宝塚方面 |
| 1・2 | ■嵐山線        | 桂・京都河原町・大阪梅田・神戸三宮・宝塚方面 |
|      | 臨時降車ホーム | 桂・京都河原町・大阪梅田・神戸三宮・宝塚方面 |

付記事項
- ホーム上の案内標識では上記のように記載されているが、当駅からの列車は臨時列車を除いて桂までの運転であり、京都河原町・大阪梅田・神戸三宮・宝塚方面へは乗り換えが必要になる。
- 通常のダイヤでは、同時に2本の列車が入線することはない。線路の錆付を防ぐため、休日は1号線、平日は2号線と使い分けている。1号線はイベント時の列車展示や、臨時列車等の留置に使用されることがある。

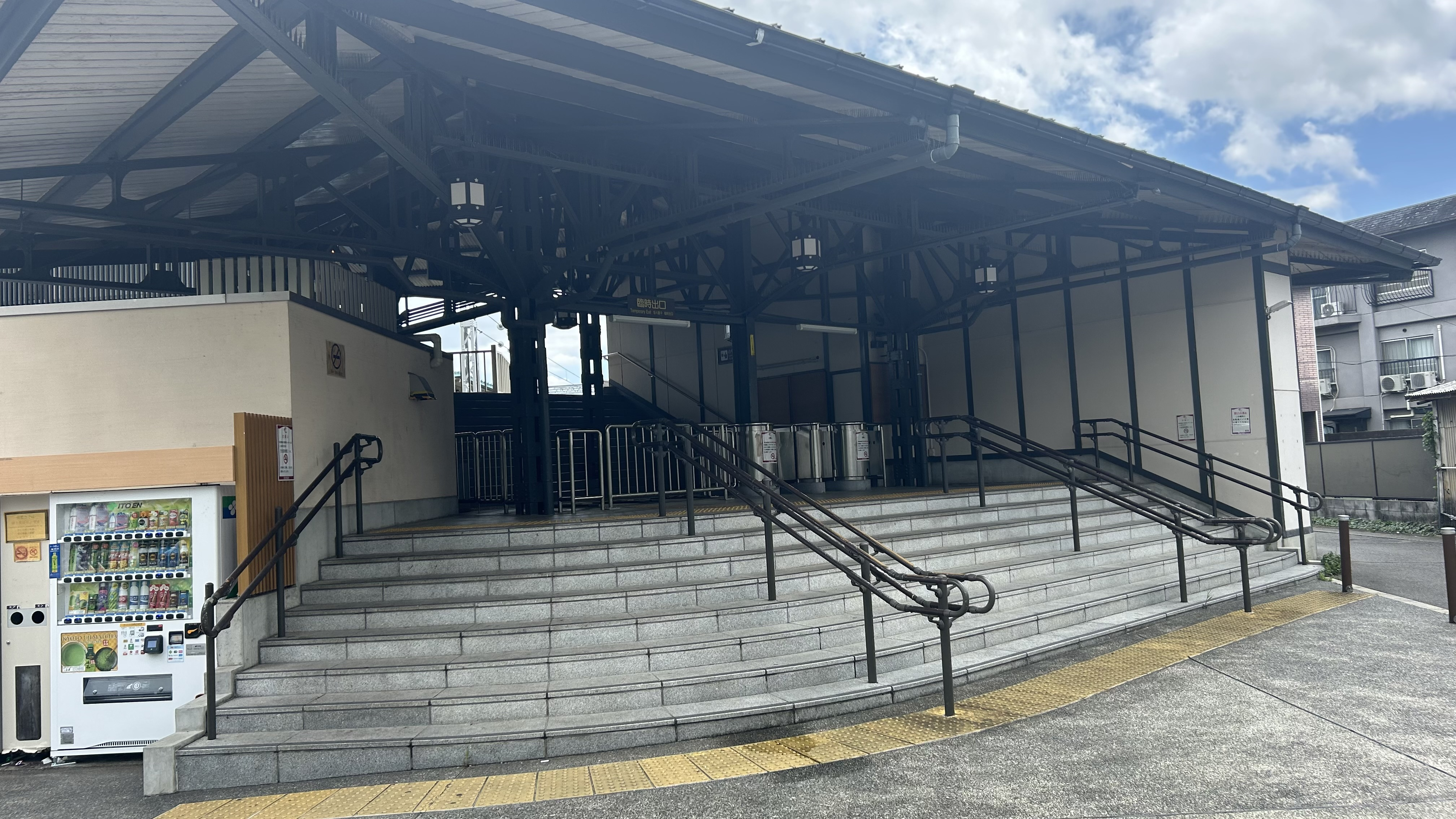
臨時口
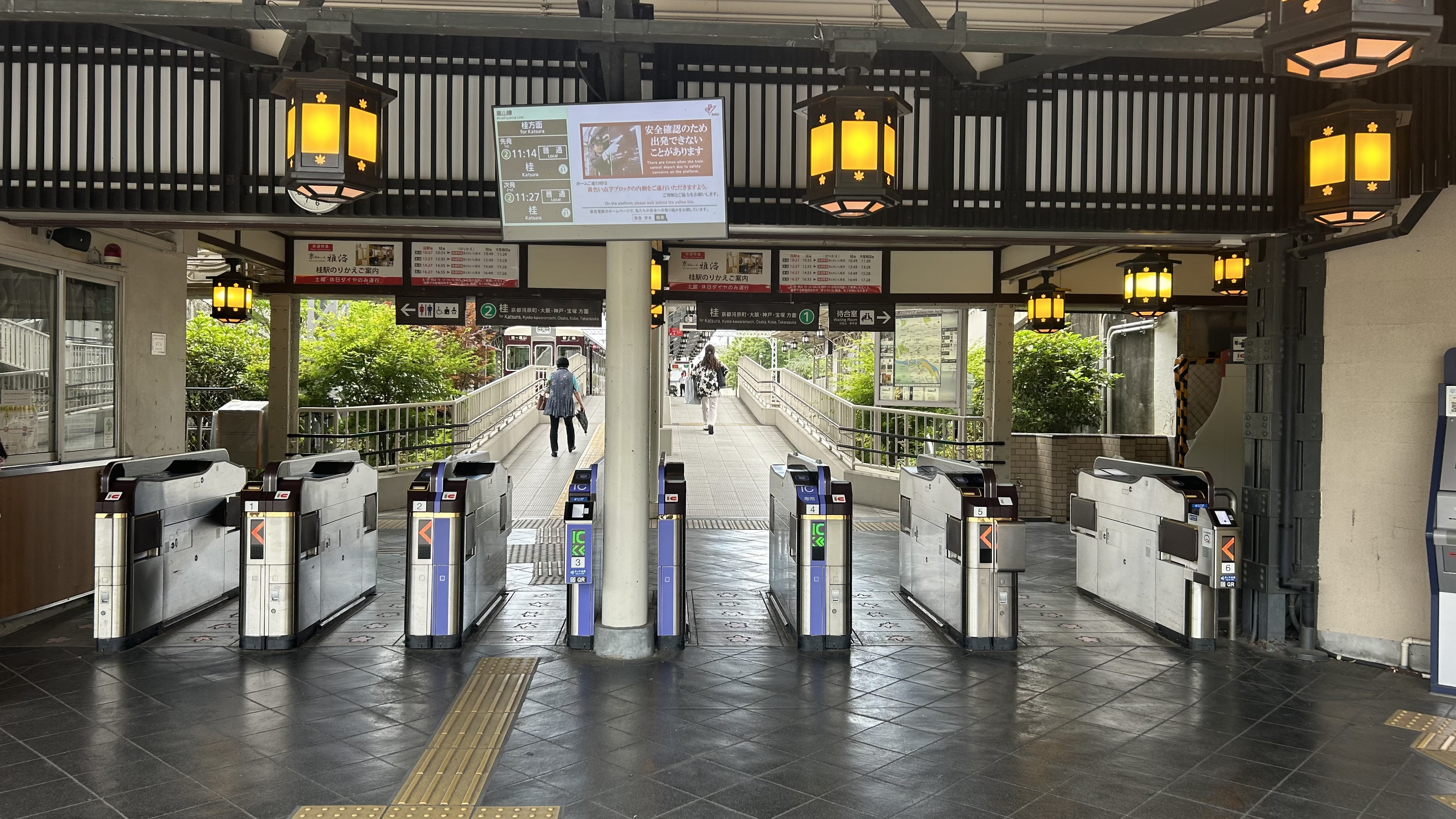
改札口
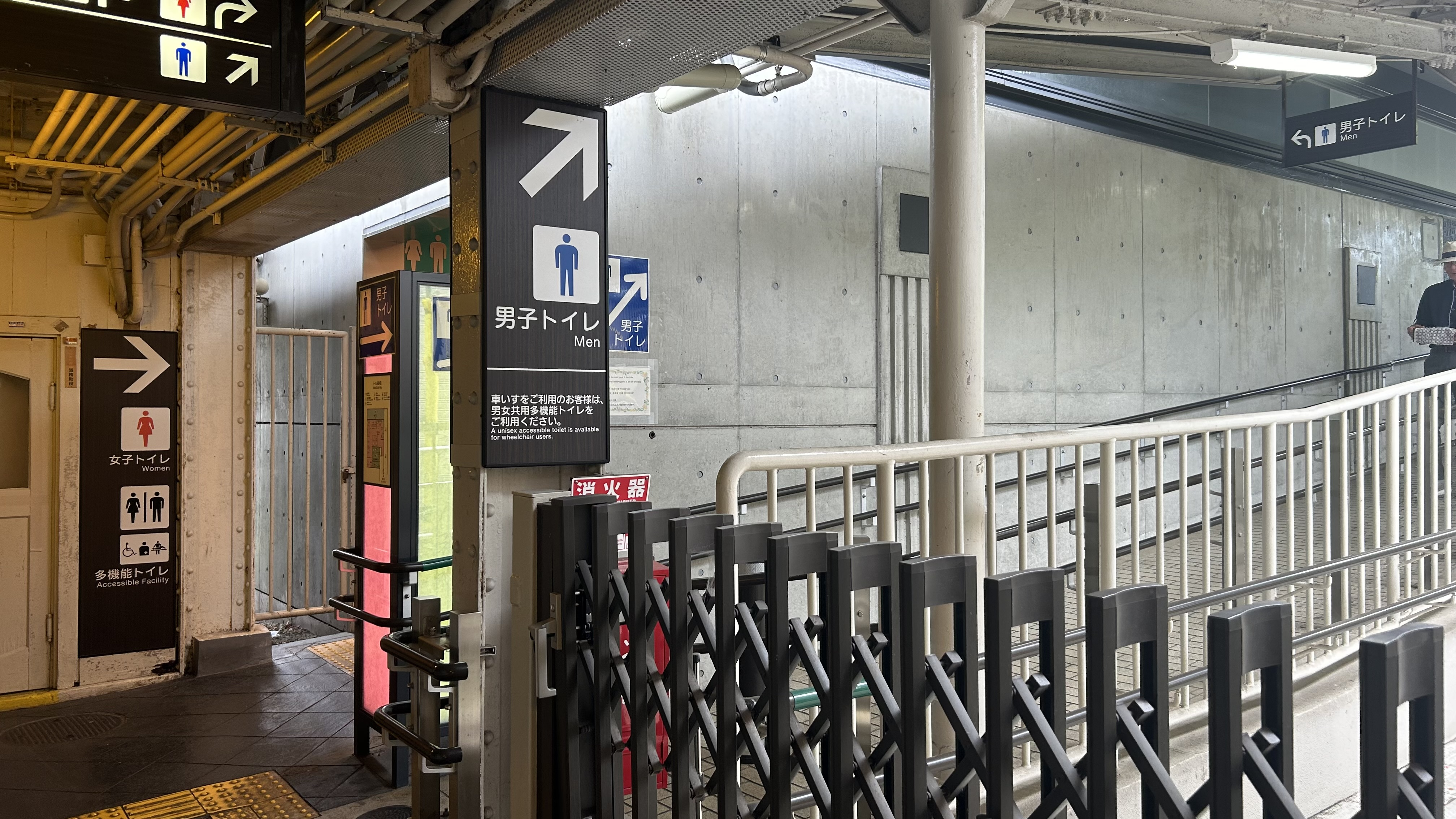
トイレ
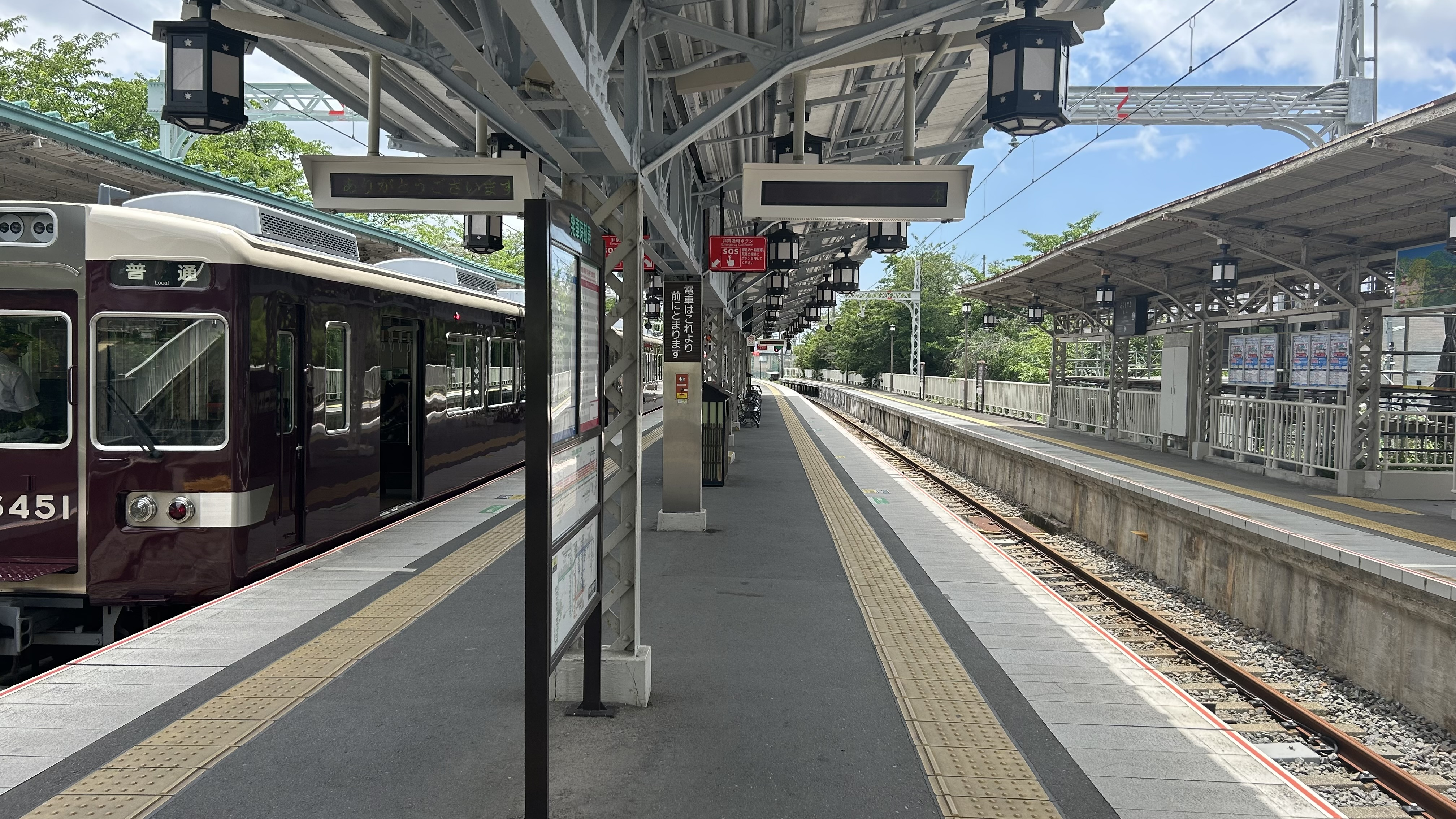
ホーム
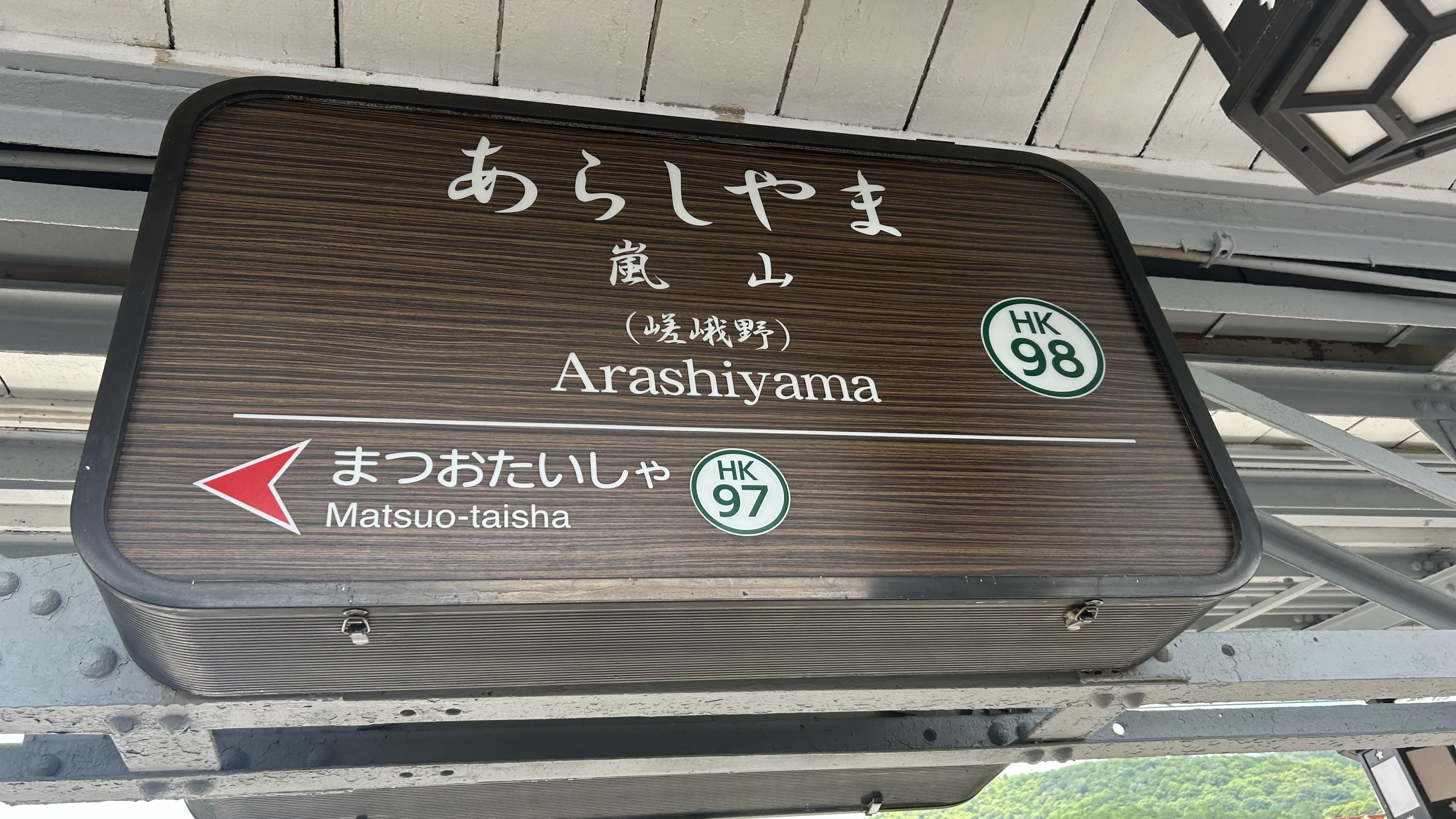
駅名標
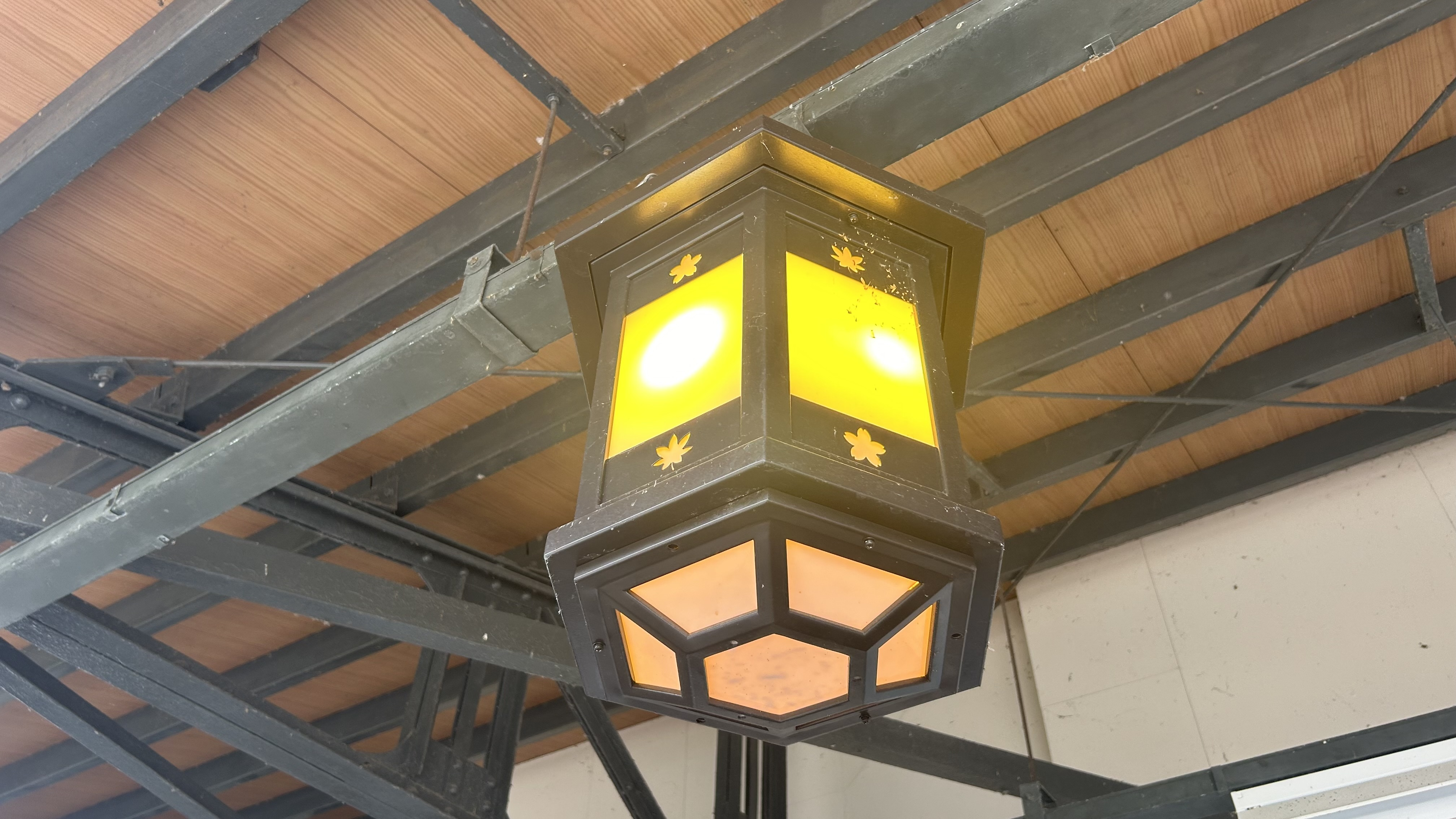
当駅の照明

## 利用状況
2022年の通年平均の乗降人員は6,765人である。阪急電鉄の終端駅では最も少なく、阪急電鉄全線では第76位。
また、2022年（令和4年）度の1日あたりの乗降人員は約9,043人である（年間3,301千人、京都市統計書より）。
近年の1日平均乗車・乗降人員は下記の通り。
| 年度               | 1日平均 乗降人員 | 1日平均 乗車人員 |
| ------------------ | ---------------- | ---------------- |
| 2007年（平成19年） | 8,419            | 4,065            |
| 2008年（平成20年） | 9,254            | 4,527            |
| 2009年（平成21年） | 8,635            | 4,227            |
| 2010年（平成22年） | 6,917            | 3,339            |
| 2011年（平成23年） | 6,822            | 3,252            |
| 2012年（平成24年） | 7,277            | 3,407            |
| 2013年（平成25年） | 8,408            | 3,915            |
| 2014年（平成26年） | 7,568            | 3,737            |
| 2015年（平成27年） | 9,008            | 4,322            |
| 2016年（平成28年） | 9,637            | 4,660            |
| 2017年（平成29年） | 11,970           | 5,795            |
| 2018年（平成30年） | 10,121           | 4,847            |
| 2019年（令和元年） | 11,019           | 5,325            |
| 2020年（令和02年） | 7,618            | 3,673            |
| 2021年（令和03年） | 5,687            | 2,785            |
| 2022年（令和04年） | 9,043            | 4,388            |

## 駅周辺
東西に住宅地が広がっている。嵐山の観光地へは、駅から道なり（北西の方角）に直進すると良い。観光地の起点付近にあるのが渡月橋で、距離にして約400メートル。
嵐山界隈には他社の鉄道路線も通っており、当駅から最も近い京福電気鉄道の嵐山駅へは、渡月橋を渡って徒歩約15分。さらに北へ進むと、西日本旅客鉄道（JR西日本）の嵯峨嵐山駅・嵯峨野観光鉄道のトロッコ嵯峨駅に至るが、当駅より徒歩で約24分を要する。
- 渡月橋
- 虚空蔵法輪寺
- 櫟谷宗像神社
- 嵐山公園
- 岩田山公園
- 嵐山モンキーパークいわたやま
- 京都嵐山郵便局
- 京都市立嵐山東小学校
- 京都府道134号嵐山停車場線
- 京都府道29号宇多野嵐山山田線（嵯峨街道）
- 桂川

## バス路線

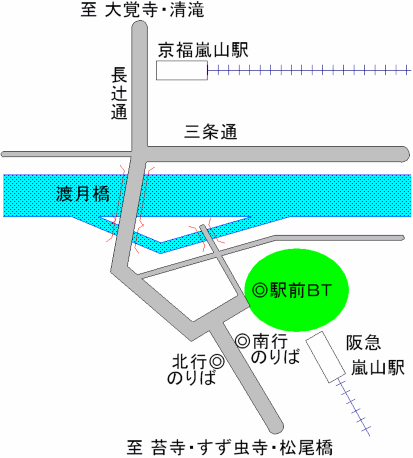
阪急嵐山駅前停留所の位置

京都市バス（洛西営業所）と京都バス（嵐山営業所）が乗り入れており、「阪急嵐山駅前」停留所に発着する。
のりばは3か所に設置されているが、路線によって発着地が異なるため、注意を要する。中には、2つののりばを通る路線もある。
- 駅前バスターミナル（駅前BT） - 駅前広場内
- 南行のりば - 嵯峨街道（府道29号線）沿い
- 北行のりば - 同上

### 京都市バス
以下は京都市バス時刻表による。
- 28系統：（松尾橋・四条大宮経由）京都駅行／大覚寺行

### 京都バス
以下は京都バス時刻表による。
- 駅前ターミナルのりば
  - 62・66系統：四条河原町・三条京阪行き
  - 72・76・快速76系統：京都駅行き
  - 62・72・92系統：清滝行き
  - 94系統：大覚寺・清滝行き
  - 90系統：嵐山・高雄パークウェイ経由 西山高雄行　※紅葉シーズンのみ運行
- 北行のりば
  - 63系統：四条河原町・三条京阪行き
  - 73系統：（四条大宮経由）京都駅行き
- 南行のりば
  - 63・73・83系統：苔寺・すず虫寺行き

## その他
- 駅名標には、「嵯峨野」という副駅名が表記されている。駅自体は嵯峨野（右京区）と呼ばれる地区には位置しておらず、車内放送などでも特に明言されない。
  - なお、阪急線内で見られる「京都（河原町）」という表記について、ここでいう「京都」は京都駅や京都市のことではなく、いわゆる「洛中」（かつての平安京内部）を指す。
- 第2回近畿の駅百選に選定されている。
- 当駅の駅ナンバリング「98」は阪急線内では最も番号が大きい駅であり[12]、阪急線内の駅に限ると当駅が最北端に位置する駅でもある[注 1]。

## 隣の駅
阪急電鉄
■嵐山線
松尾大社駅 (HK-97) - 嵐山駅 (HK-98)
- 春・秋の行楽シーズンの臨時列車として乗り入れる直通特急も、嵐山線内は各駅に停車する。